# Bengt A. Nordquist
Bengt Axel Nordquist, född 17 december 1922 i Skara, död 15 juni 1973 i Oscars församling, Stockholm, var en svensk inredningsarkitekt. 
Nordquist, som var son till konsulent Axel Nordquist och Edla Storm, blev merkantil kandidat vid Handelshögskolan i Göteborg, studerade vid Svenska Slöjdföreningens skola i Göteborg, för professor Carl Malmsten i Stockholm och för professor Kaare Klint i Köpenhamn. Han blev utställningsarkitekt vid Svenska Slöjdföreningen i Stockholm 1946, anställdes Bonniers Inc i New York 1950 och var disponent för heminredningssektionen vid Nordiska Kompaniet från 1960. Han var utställningsarkitekt och kommissarie för ett flertal vandringsutställningar i Sverige och utlandet.